# Воловик Віктор Борисович
Віктор Борисович Воловик (нар. 5 травня 1969, м. Тернопіль) — український тренер-вихователь, спортсмен (бокс). Майстер спорту СРСР, призер чемпіонатів СРСР, володар Кубка України (м. Керч).

## Життєпис
Власник собаки Дінар (американський стаффордширський тер'єр (амстаф), Тернопільський обласний центр собаківництва Кінологічної спілки України), який був чемпіоном України, переможцем регіональних і національних виставок в Україні, міжнародних виставок у Болгарії, Греції й Угорщині, кандидатом у міжнародні чемпіони, зайняв п'яте місце («відмінно») на чемпіонаті Європи «Євродогшоу» (м. Позань. Польща, 2000).
2003 — вперше в історії українського собаківництва став чемпіоном США.
2001 — у Тернополі засновано Кубок Дінара, який щорічно отримує на обласній виставці власник кращого амстафа.